# Dana R. Fisher
Dana R. Fisher (* 24. února 1971) je americká socioložka. Ve výzkumu se zabývá demokracii, občanské zapojování, aktivismus a politiku klimatu.

## Životopis
Bakalářské vzdělání získala na Princeton University v odborech East Asian Studies a Environmental Studies. Magisterské a Ph.D. vzdělání získala na Katedře sociologie na University of Wisconsin-Madison. Fisher vytvořila termín „apocalyptic optimism“, který opisuje víru, že lidé se ještě mohou vyhnout tomu nejhoršímu, co změna klimatu přináší. Ve své knize Saving Ourselves: From Climate Shocks to Climate Action popisuje svět, kde se klimatické šoky stávají tak velké, že motivují velké protesty, které donutí vlády a korporace k přechodu na zelenou energii. Podle Fisher lidé, kteří zažijí změny klimatu na vlastní kůži jsou rozzlobenější a aktivnější a nakonec něčeho dosáhnou.
Od 1. července 2023 pracuje jako profesorka na School of International Service a ředitelka Center for Environment, Community, and Equity na American University.